# Maxus (Agentur)
Maxus war ein weltweit tätiges Netzwerk von Mediaagenturen mit 70 Büros in 55 Ländern. Laut Angaben des französischen Marktforschungsunternehmens RECMA war Maxus im Jahr 2016 mit 258 Millionen € Media-Billings unter den Top 20 der größten Mediaagenturen in Deutschland.
Maxus fusionierte zum 1. Januar 2018 im Rahmen eines Strukturierungsprozesses mit der Schwesteragentur MEC zur neuen Agentur Wavemaker.

## Geschichte
Als eine hundertprozentige Tochter der britischen WPP Group, eines der größten Kommunikationsdienstleister mit weltweit über 100.000 Mitarbeitern, war das Unternehmen Teil der Sub-Holding GroupM, in der WPP die vier Media-Agenturen Mindshare, MediaCom, MEC und Maxus zusammenfasste. Zusammengenommen hat GroupM nach Information der RECMA im Jahr 2016 Werbung im Wert von umgerechnet ca. 7,7 Milliarden € in den deutschen Massenmedien geschaltet, was einem Anteil von 43,3 % an den gesamten Werbeausgaben entspricht.
Das Unternehmensportfolio umfasste die Aufgabenbereiche Strategie, Einkauf, Planung und Reporting. Hinsichtlich der Werbekanäle verfolgte Maxus Communications einen sogenannten 360-Grad-Ansatz, bei dem mit Werbeschaltungen in TV, Print, Radio und Out Of Home Media alle klassischen Medien und mit Onlinemedien und Mobile Media auch innovative Kommunikationswege für die Kunden bedient werden. Im TV-Bereich erstreckte sich das Angebotsfeld von Klassik TV über Teleshopping, Infomercial, bis hin zu IP TV. Im Print wurden neben Anzeigen auch crossmediale Sonderwerbeformen und Kooperationen als Werbemedien angeboten. Im Onlinebereich bot das Unternehmen neben Display Ads, Display Performance, SEM, SEO, Affiliate-Marketing, Performance Optimierung und Targeting (Reach, Pure, Predictive) auch die Aussteuerung von Streaming-Bewegtbildern über targ.Ad-Video. Übergreifend wurden Sonderwerbeformen für alle Medien angeboten. Hinzu kamen Direct-Response-Dienstleistungen (Direktmarketing und Dialogmarketing) über alle klassischen und innovativen Medien wie z. B. Direct Response Television, Mailings, Postwurfsendungen oder Flyer. Ergänzt wurden die medialen Leistungen um Maßnahmen aus den Bereichen Ambient Media, Sponsoring und Eventmarketing.
Das Dienstleistungsportfolio basierte auf einem ganzheitlichen Kommunikationsansatz und bedient neben klassischem Medieneinsatz auch leistungsbasierte Ansätze.

### Deutschland
Gegründet wurde die deutsche Maxus laut Gesellschaftsvertrag am 22. Januar 1997. Sie ging aus dem von der Werbeagentur JWT gegründeten Unternehmen Effective Media hervor. Zwischenzeitlich als Media Insight firmierend, wurde die Agentur im Sommer 2004 Teil des weltweiten Maxus-Networks. Das deutsche Büro der Maxus Communications GmbH befand sich bis Ende 2008 in Frankfurt am Main. Im November 2008 wurde mit der Änderung des Gesellschaftsvertrages die Sitzverlegung von Frankfurt nach Düsseldorf beschlossen.  
Maxus beschäftigte am Standort Düsseldorf 80 Mitarbeiter. Geschäftsführer war Christian Leipacher.

### Österreich
Auch in Österreich existierte ein Maxus-Büro in Wien, das im Jahr 2006 aus der österreichischen Mindshare heraus gegründet wurde.
CEO Maxus Österreich war Walter Zinggl.
In Österreich betreute die Agentur unter anderem die Kunden Fiat, Alfa Romeo, Lancia, S. Oliver, Chrysler, Jeep, Recheis und Hermes.

### Schweiz
In der Schweiz wurde im Januar 2009 ebenfalls ein Büro gegründet. Der Hauptsitz der Schweizer Agentur Maxus befand sich am Standort Zürich im Quartier Alt-Wiedikon.